# AOC International
AOC International (med handelsnavnet AOC, tidligere Admiral Overseas Corporation) er et multinationalt elektronikfirma med hovedkvarter i Taipei, Taiwan, og datterselskab af TPV Technology.
Firmaet designer og producerer en lang række række fladskærmsmonitorer og TV. Tidligere designede og producerede firmaet billedrørsmonitorer (CRT) til PC'er.

## Historie[2]
- 1967 Admiral Overseas Corporation (AOC) stiftes i Taiwan som datterselskab af Admiral. Første fabrikant af Farve-TV for eksport.
- 1978 Firmaet skifter navn til AOC International
- 1979 Markedsføring begynder under navnet AOC
- 1982 AOC registreret som varemærke globalt
- 1988-1997 AOC etablerer salgs-kontorer i USA, Kina, Europa og Brasilien
- 1999-2001 AOC begynder at sælge skærme i New Zealand og Australien
- 2005 AOC begyndte salg i Indien
- 2006 AOC begyndte salg i Mexico
- 2007-2008 AOC sælger i mere end 115 lande, produkterne inkluderer CRT- og LCD-monitorer, LCD-TV og All-in-One-PC'er
- 2010 AOC leverede 16 millioner LCD-monitorer, svarende til en årlig vækst på 50%
- 2013 AOC havde størst markeds andel for PC-monitorer i APAC-regionen (inkl. Kina)